# En route vers Rio
Série En route vers…
En route vers l'Alaska
(1946) En route vers Bali
(1952)
Pour plus de détails, voir Fiche technique et Distribution.
En route vers Rio (titre original : Road to Rio) est un film américain réalisé par Norman Z. McLeod, sorti en 1947.

## Synopsis
Lors du carnaval de La Nouvelle-Orléans, Scat Sweeney et Hot Lips Barton ont eu le malheur de déclencher un incendie dans un cirque sans penser à mal. Les deux musiciens jugent plus prudent de mettre un continent entre leur ancien patron et eux. Ils s'embarquent pour Rio de Janeiro. Scat empêche une passagère, l'époustouflante Lucia Maria de Andrade, de se jeter par-dessus bord. Il tombe amoureux. Maria ne lui est que très peu reconnaissante.

## Fiche technique
- Titre : En route vers Rio
- Titre original : Road to Rio
- Réalisation : Norman Z. McLeod, assisté d'Oscar Rudolph
- Scénario : Jack Rose et Edmund Beloin
- Production : Daniel Dare
- Société de production : Paramount Pictures, Bing Crosby Productions (non crédité) et Hope Enterprises (non crédité)
- Musique : Robert Emmett Dolan (non crédité)
- Chorégraphie : Bernard Pearce et Billy Daniel
- Image : Ernest Laszlo
- Montage : Ellsworth Hoagland
- Direction artistique : Hans Dreier et Earl Hedrick
- Décorateur de plateau : Sam Comer et Ray Moyer
- Costumes : Edith Head
- Effets visuels : Farciot Edouart, Gordon Jennings et Paul K. Lerpae
- Pays d'origine :  États-Unis
- Langue : anglais
- Format : noir et blanc – 35 mm – 1,37:1 – mono (Western Electric Recording)
- Genre : Comédie
- Durée : 100 minutes
- Dates de sortie : 
  - États-Unis : 18 février 1948
  - France : 25 avril 1948
- Affiche : Boris Grinsson (France)

## Distribution
- Bing Crosby : Scat Sweeney
- Bob Hope : Hot Lips Barton
- Dorothy Lamour : Lucia Maria de Andrade
- Gale Sondergaard : Catherine Vail
- Frank Faylen : Harry aka Trigger
- Joseph Vitale : Tony
- George Meeker : Sherman Malley
- Frank Puglia : Rodrigues
- Nestor Paiva : Cardoso
- Robert Barrat : Johnson
- Stanley Andrews : Capitaine Harmon

Acteurs non crédités
- Jerry Colonna : Capitaine de cavalerie
- Charles Middleton : Fermier
- Harry Woods : Commissaire de bord

## Chansons
Paroles : Johnny Burke - Musique : Jimmy Van Heusen
- "You Don't Have To Know The Language"

Chanté par Bing Crosby et The Andrews Sisters
- "Experience"

Chanté par Dorothy Lamour
- "But Beautiful"

Chanté par Bing Crosby
- "Apalachicola, Fla."

Chanté par Bing Crosby et Bob Hope
- "For What?"

Chanté par Bing Crosby et Bob Hope
- "Diz Que Tem"

Chanté par Marquita Rivera